# Łukasz Burliga
Łukasz Burliga (ur. 10 maja 1988 w Suchej Beskidzkiej) – polski piłkarz grający na pozycji obrońcy w klubie Widzew II Łódź.

## Kariera klubowa
Łukasz Burliga jest wychowankiem klubu Garbarz Zembrzyce, w którym zaczął trenować w wieku ośmiu lat. W 2000 roku przeniósł się do Wisły Kraków.
W sezonie 2007–08 Burliga zagrał w 18 meczach i strzelił jedną bramkę, w młodej drużynie Wisły Kraków, z którą zwyciężył w rozgrywkach Młodej Ekstraklasy. W rundzie jesiennej sezonu 2008–09 Burliga strzelił 12 bramek w 12 meczach w Młodej Ekstraklasie. 19 listopada 2008 roku Łukasz Burliga został włączony do kadry pierwszej drużyny Wisły Kraków.
W lutym 2009 roku Burliga został wypożyczony do Floty Świnoujście do końca czerwca, z opcją przedłużenia wypożyczenia o kolejne sześć miesięcy.
W sezonie 2010/2011 zdobył Mistrzostwo Polski z Wisłą Kraków. W następnym sezonie 2011/2012, został wypożyczony do Ruchu Chorzów z którym zdobył wicemistrzostwo Polski oraz grał w finale Pucharu Polski.
W przerwie zimowej sezonu 2015/2016 Łukasz Burliga związał się 4 letnim kontraktem z Jagiellonią Białystok.
W styczniu 2019 rozwiązał kontrakt z Jagiellonią Białystok za porozumieniem stron. Kilka dni później podpisał półroczny kontrakt z Wisła Kraków, w której ostatecznie występował do końca sezonu 2020/2021. W maju 2021 został zawodnikiem klubu Wieczysta Kraków, z którym wywalczył awans do III ligi, a po sezonie rozwiązał kontakt za porozumieniem stron. 26 lipca 2022 roku dołączył do czwartoligowych rezerw Widzewa Łódź, na zasadzie wolnego transferu.

## Osiągnięcia

### Wisła Kraków (ME)
- Młoda Ekstraklasa (1): 2007/08

### Wisła Kraków
- Mistrzostwo Polski (1): 2010/11

### Jagiellonia Białystok
- Wicemistrzostwo Polski (2): 2016/17, 2017/18

### Wieczysta Kraków
- Mistrzostwo IV ligi (1): 2021/22,
- Puchar Polski Małopolskiego[11] ZPN (1) 2021/22